# Valsarna

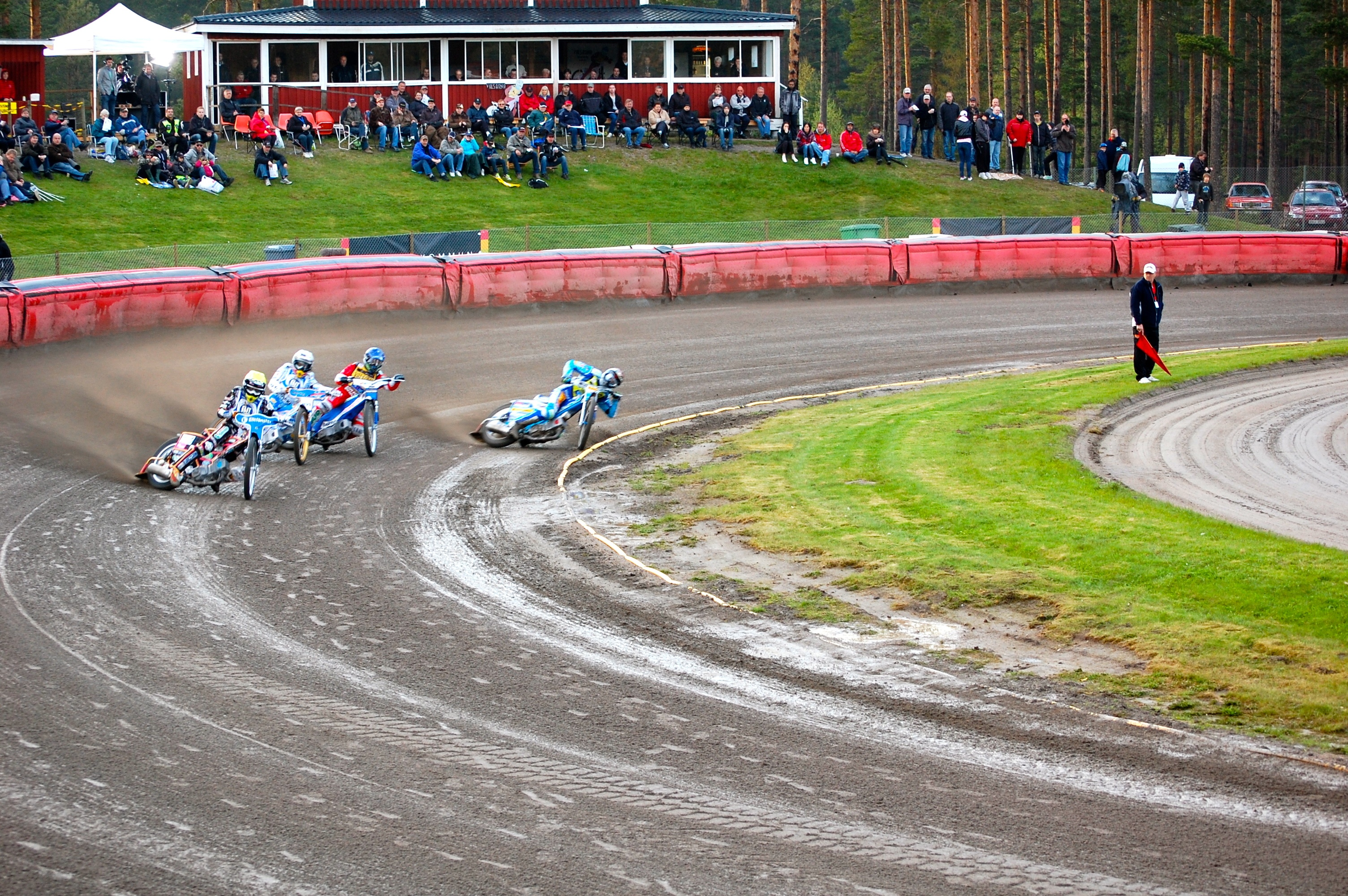
Elitseriematch mellan Valsarna och Elit Vetlanda 2012

Valsarna, Hagfors Motorcykelklubb, grundad 11 oktober 1967, är en speedwayklubb från Hagfors i Värmland som kör i Allsvenskan.
Laget vann SM-guld både 1998 och 1999. Valsarna ramlade sedan ur Elitserien 2003 och körde i Allsvenskan till den 18 september 2009 då kvalificerade sig Valsarna sig för Elitserien igen. Klubben flyttades åter ned till Allsvenskan 2012, med gick strax därefter i konkurs och lades ned.  Sedan startades den upp och har kört i allsvenskan de senaste åren.
15 september 2022 vann Valsarna guld i den allsvenska serien mot Vargarna.

## Truppen 2025
| Förare             | Snitt |
| ------------------ | ----- |
| Chris Harris       | 2.334 |
| Jesse Mustonen     | 2.036 |
| Kacper Lobodzinski | 2.000 |
| Esben Hjerrild     | 2.000 |
| Bastian Borke      | 2.000 |
| Mathias Thörnblom  | 1.923 |
| Jonathan Ejnermark | 1.763 |
| Kenneth Hansen (K) | 1.593 |
| Erik Persson       | 1.403 |
| Nicklas Aagaard    | 1.250 |
| Glenn Moi          | 1.250 |
| Jonny Eriksson     | 0.735 |
| Isak Lundqvist     | 0.500 |
| Robin Aspegren     | 0.500 |
| Theo Bergqvist     | 0.500 |

## Banan
| Tävlingsbana 500cc Invigdes: 1969 Längd: 275m Raksträckor: 43m Kurvradie/bredd: 30m / 14m Yttersarg: Plywood (rakor) & Luftsarg (kurvor) Belysning: 30st x 2000watt = 6 master Banrekord: 9 maj 2000 - Mikael Max – 53.8sek | Tävlingsbana 80cc Invigdes: 1985 Längd: 174m Raksträckor: 38m Kurvradie/bredd: 14.5m / 11m Banrekord: 27 juli 2008 – Victor Palovaara – 52.4sek |

## Meriter
| Merit       | År         |
| ----------- | ---------- |
| Allsvenskan |            |
| SM-guld     | 2022       |
| Elitserien  |            |
| SM-guld     | 1998, 1999 |